# ألمانيا يجب أن تهلك!
ألمانيا يجب أن تهلك! هو كتاب من 104 صفحة كتبه ثيودور ن. كوفمان الذي نشره ذاتيًا في عام 1941 في الولايات المتحدة. دعا الكتاب إلى إبادة جماعية من خلال تعقيم جميع الألمان وتقسيم أراضي ألمانيا معتقدًا أن هذا سيحقق السلام العالمي. قام كوفمان بتأسيس Argyle Press في نيوآرك بنيو جيرسي في الولايات المتحدة من أجل نشر هذا الكتاب. لقد كان المالك الوحيد لشركة Argyle Press وليس من المعروف أنه نشر أي أعمال أخرى.
استخدم الحزب النازي الكتاب، الذي كتبه كاتب يهودي، لدعم حجته بأن اليهود كانوا يخططون ضد بلادهم.

## المحتويات

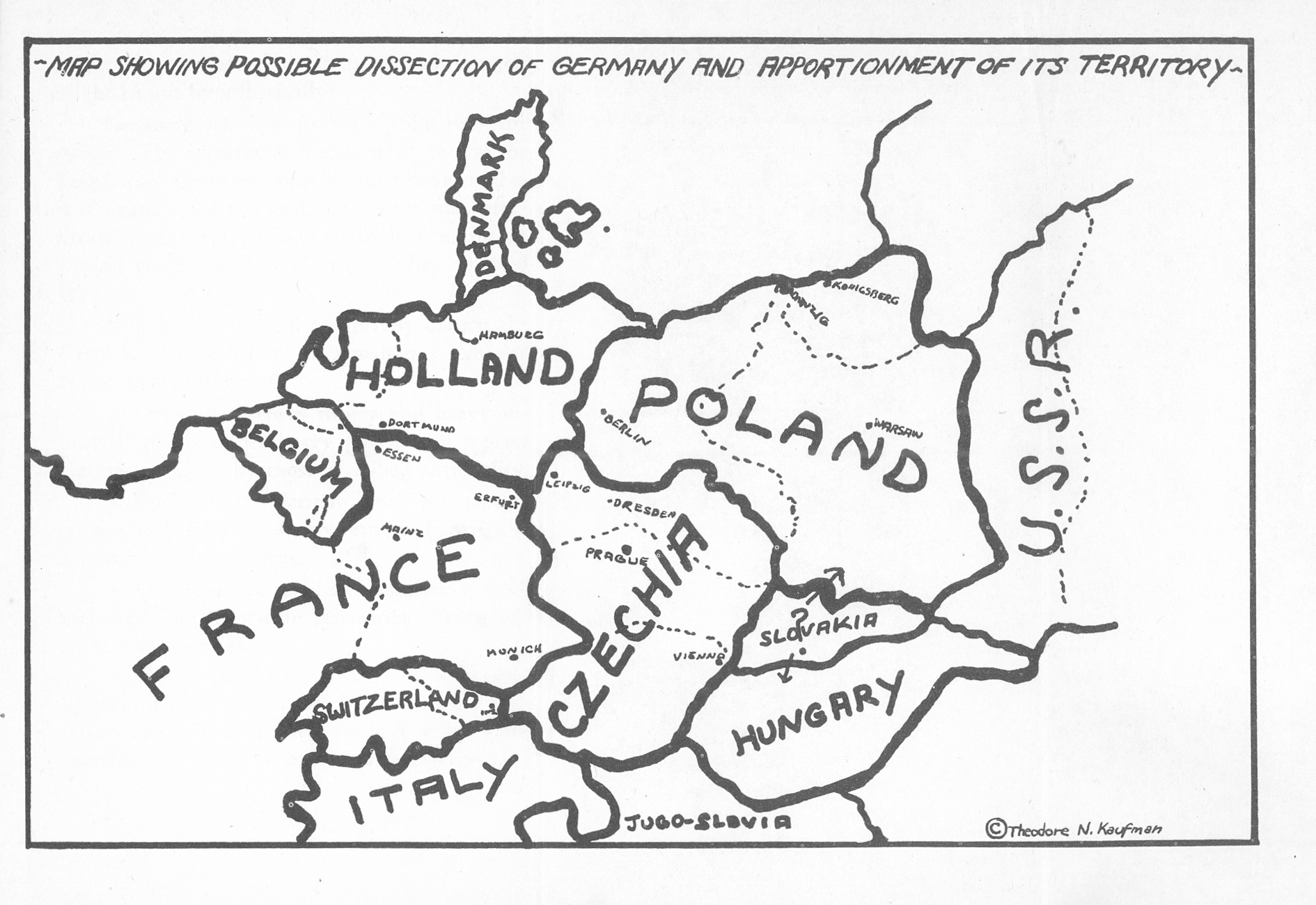
خريطة توضح تقسيم كوفمان المقترح لألمانيا (والنمسا)

دافع كوفمان عن الإبادة الجماعية من خلال التعقيم القسري للشعب الألماني وتقسيم ألمانيا إقليميًا بعد انتصار الحلفاء في الحرب العالمية الثانية.
لخص كوفمان كتابه ألمانيا يجب أن تهلك! في إعلانات في نيويورك تايمز ونيويورك بوست على النحو التالي: «مجلد ديناميكي يوجز خطة لانقراض ألمانيا ويحتوي على خريطة تظهر احتمال تشريحها وتقسيم أراضيها». دافع كوفمان عن خطته لـ«تعقيم جميع الألمان» في مقابلة أجريت في 26 سبتمبر 1941، في عدد مجلة The Canadian Jewish Chronicle:

## الاستقبال

### في الولايات المتحدة الأمريكية
رغم كتابته ونشره ذاتيًا من قبل مؤلف غير بارز، إلا أن الكتاب حظي باهتمام كبير. نشرت مجلة التايم مراجعة في عدد مارس 24 مقارنةً الكتاب بمقالة ساخرة لجوناثان سويفت عام 1729 عنوانها اقتراح متواضع، اقترح فيها تخفيض الضغط السكاني في أيرلندا عن طريق استهلاك أكل لحوم البشر للرضع الأيرلنديين الفقيراء. ومع ذلك، اعترف مقال التايم بأن عمل كوفمان لم يكن ساخرًا. وُصف الكتاب بأنه «تكريس فكرة مثيرة واحدة». يقول الكتاب: «بما أن الألمان هم من يزعج السلام الدائم في العالم، فيجب التعامل معهم كأي مجرم قاتل. ولكن ليس من الضروري وضع الأمة الألمانية كلها على السيف. إن تعقيمهم أكثر إنسانية».
وفقًا لإحدى الدراسات، عكست المراجعات في الولايات المتحدة «مزيجًا غريبًا من التقارير المباشرة والشك». تم تجاهل كتيب كوفمان الثاني والأكثر اعتدالًا «لا مزيد من الحروب الألمانية» المنشور عام 1942، في كل من الولايات المتحدة وألمانيا.
ذكر إعلان في نيويورك تايمز أن الكتاب تم إصداره للجمهور في 1 مارس 1941. روج كوفمان للكتاب أيضًا عن طريق إرسال تابوت صغير من الورق المقوى الأسود بغطاء مفصلي إلى المراجعين. داخل التابوت كانت هناك بطاقة تعلن «اقرأ ألمانيا يجب أن تهلك! غدًا سوف تستلم نسختك.»
تحتوي سترة غبار الكتاب على مقتطفات من مراجعات الكتاب. تقول قراءة واحدة فادحة: «خطة للسلام الدائم بين الأمم المتحضرة! - نيويورك تايمز».
في عام 1945، كتب صحفي يهودي مقالًا زعم فيه أن الكتاب «ليس أكثر من مجرد تساهل ذاتي في تشهير شديد من قبل رجل يرى ألمانيا على أنها السبب الوحيد لمشاكل العالم».

### في ألمانيا
كان كوفمان يهوديًا من مواليد مانهاتن، وقد جذبت دعوته للإبادة الجماعية اهتمامًا كبيرًا في ألمانيا. تم استنكار الكتاب باعتباره «عربدة الكراهية اليهودية» واعتبر أنه مستوحى من التحريض الجدلي المناهض لألمانيا الذي قام به رئيس الولايات المتحدة فرانكلين روزفلت. كان الصحفي الأمريكي هوارد ك. سميث في ألمانيا عندما صار كتاب ألمانيا يجب أن تهلك! معروفًا. لقد كتب: 
في سبتمبر 1941، نشر يوليوس شترايخر مقالة في دير شتورمر وصفت كتاب كوفمان ب"التفكير المجنون بدماغ يهودي مجنون". لقد استشهد بكوفمان مطولًا ثم علق قائلًا: "بتدمير الشعب الألماني، يريد اليهودي أن يوقف الربيع الذي بدأ العالم منذ البداية يجد دمه الإبداعي فيه، مصدر كل ما هو جميل وجيد ورائع ونبيل." كما ألقى يوزف غوبلز خطابًا إذاعيًا من برلين يحذر الألمان من "خطط" تعقيم جميع سكاننا تحت سن 60 عامًا". ردد أدولف هتلر نفسه هذه المخاوف بعد أن دخلت الولايات المتحدة الحرب العالمية الثانية. وادعى أن التعقيم الجماعي للشباب الألمان كان هدفًا أمريكيًا "أساسيًا".
عندما تم طرد يهود هانوفر في 8 سبتمبر 1941، استشهدت السلطات المحلية بكتاب كوفمان كأحد الأسباب. رد كوفمان:
ظهر الكتاب في الدعايات النازية. قالت صحيفة شعار الأسبوع (بالألمانية: Parole der Woche) أنه دليل على أن أهداف الحلفاء من الحرب شملت تدمير ألمانيا. وصف كتيب «هدف الحرب للبلوتوقراطية العالمية» محتويات الكتاب مع بعض الحذف من النص الذي اقتبسه. تم استخدامه في عام 1944 في كتيب «أبدًا!»، الذي وصف أهمية كوفمان:
في محاكمته في نورمبرغ، استشهد يوليوس شترايخر بكتاب كوفمان في دفاعه، مدعيًا أن غضبه من اليهود كان مدفوعًا بكتاب ألمانيا يجب أن تهلك!. يقول الفيلسوف والمؤرخ إرنست نولتي إن رد الفعل الألماني على الكتاب يدعم حجته بأن الحرب العالمية الثانية كانت استجابة حقيقية للمخاوف الألمانية من مؤامرة يهودية في جميع أنحاء العالم.

## روابط خارجية
نص
- ألمانيا يجب أن تهلك! Newark، NJ، Argyle Press 1941 (طبعة أولى محتملة)
- ألمانيا يجب أن تهلك! نيوارك، نيوجيرسي: Argyle Press c1941 (يبدو أن الطبعة الثانية أو اللاحقة نشرها كوفمان)

دعاية
- "هدف حرب البلوتوقراطية العالمية" كتيب في سبتمبر 1941 بقلم فولفغانغ ديويرغ
- "عندما ترى هذا الرمز..." تغطية الغلاف ومقتطفات من نشرة نوفمبر 1941